# Dilemma van de collectieve actie
Het dilemma van de collectieve actie, free-riderprobleem of vrijbuitersprobleem is het sociale dilemma dat mensen gebruik kunnen maken van een goed of dienst zonder ervoor te betalen of bij te dragen aan de instandhouding ervan. Het dilemma doet zich alleen voor bij collectieve goederen. 

## Adam Smith
Het probleem werd in de jaren 1960 voor het eerst geformuleerd door de Amerikaanse econoom Mancur Olson. Hij bouwde daarmee voort op de gedachten van Adam Smith die stelde dat het collectieve belang van de samenleving het beste gediend wordt als alle individuen zo veel mogelijk hun eigen belang nastreven. In het marktmechanisme waar winst de drijfveer voor economisch handelen is, zou dan de beste afstemming ontstaan van vraag en aanbod. Smith erkende echter ook dat sommige collectieve inspanningen volgens dit principe niet tot stand kunnen komen omdat soms de individuele winst nooit groter is dan de individuele kosten. Het in stand houden van een leger is daarvan een voorbeeld. Er is daarom een staat nodig die belasting heft om dit soort zaken in stand te houden.

## Free-riders volgens Olson
Olson formuleerde in de jaren 1960 een theorie over collectief handelen die op het inzicht van Smith gebaseerd is. Als iedereen zijn eigen belang nastreeft, aldus Olson, dan komen publieke goederen niet tot stand doordat ze ondeelbaar en niet-uitsluitbaar zijn. Met ondeelbaar bedoelde Olson dat de beschikbare hoeveelheid van het goed niet wordt verminderd als iemand het gebruikt. Als iemand bijvoorbeeld profiteert van de veiligheid die dijken bieden, vermindert daardoor niet de veiligheid van een ander. Met niet-uitsluitbaar bedoelde Olson dat mensen niet van het goed kunnen worden uitgesloten als het eenmaal tot stand is gekomen. Als het land omringd is door dijken kan niemand worden uitgesloten van de veiligheid die de dijken bieden.
Het free-riderprobleem houdt in dat individuele rationaliteit kan leiden tot collectieve irrationaliteit. Een individu dat rationeel redeneert zegt: als ik kan profiteren van de veiligheid van de dijken ongeacht hoeveel een ander ervan profiteert, en als ik niet van de veiligheid kan worden uitgesloten, waarom zou ik er dan voor betalen? Maar als iedereen zo zou redeneren, dan zou er al snel geen geld meer zijn om de dijken in stand te houden. De dijken zullen dan in verval raken en ze bieden dan geen veiligheid meer. Hetzelfde geldt voor bijvoorbeeld het openbaar vervoer: de trein rijdt ook als een individuele passagier geen kaartje koopt. Maar wat voor een individu rationeel is om te doen, blijkt collectief irrationeel te zijn. Zou niemand een kaartje kopen, dan kunnen er immers helemaal geen treinen meer rijden.
De oplossing van het free-riderprobleem ligt volgens Olson in de rol van de staat. Hij ziet de staat als de instantie die ervoor moet zorgen dat collectieve goederen geproduceerd worden en in stand blijven. De rol van de staat is volgens hem het opheffen van de tegenstelling tussen individuele rationaliteit en collectieve rationaliteit, door collectieve rationaliteit af te dwingen.

## Kritiek op de theorie
De theorie van Olson ontving bijval, maar ook kritiek:
- Critici menen dat mensen ook zonder de inmenging van de staat op den duur leren dat het rationeel is om samen te werken en om te betalen voor publieke goederen. Olson zou een te somber beeld schetsen.
- Soms wordt de hele rationeel-economische benadering van Olson aangevallen en wordt betoogd dat lang niet elk collectief of individueel gedrag verklaard kan worden vanuit die benadering. Collectieve goederen kunnen ook tot stand komen en onderhouden worden als gevolg van normen, waarden, tradities of gewoonten.